# 田中博之
田中 博之（たなか ひろゆき）東京都板橋区生まれの男性モデル。幼少期から埼玉県鶴ヶ島市で育つ。

## 来歴
2004年からモデルとして活躍。ショーモデルとして活動後、俳優としての活動歴もある。自主映画などにも参加経験がある。

## 出演作品
- ghost dance ゴースト・ダンス監督・脚本・編集：山口円　撮影監督：齊藤正広 配給・宣伝：東北新社クリエイツ
- めざましテレビ
- クラブハウスAIR（代官山）にてクリエイターズイベント　イベントプロデューサー
- 九段会館　ブライダルショーモデル
- ヒルトン東京　ブライダルショーモデル

## 監督作品
- CayT　プロモーションビデオ監督・撮影・制作
- DJ vs Basketballplayer　短編CM監督・撮影・制作